# Potenciranje
Potenciranje je aritmetička operacija, koja se svodi na množenje argumenta sa samim sobom ako je eksponent pozitivni cijeli broj.
{\displaystyle a^{n}=\underbrace {a\times \cdots \times a} _{n},}
{\displaystyle a^{n}} je potencija, {\displaystyle a} je baza (osnovica) i {\displaystyle n} je eksponent (izložitelj).
- 52= 5 x 5 = 25
- 53= 5 x 5 x 5 = 125
- 54= 5 x 5 x 5 x 5 = 625

Pravila koja se mogu izvesti za potenciranje su:
- {\displaystyle a^{m}\cdot a^{n}=a^{m+n}}
- {\displaystyle a^{m}:a^{n}=a^{m-n}}, ako je {\displaystyle m>n}
- {\displaystyle (a^{m})^{n}=a^{m\cdot n}}
- {\displaystyle (a\cdot b)^{n}=a^{n}\cdot b^{n}}
- {\displaystyle (a:b)^{n}=a^{n}:b^{n}}
- {\displaystyle a^{-m}=\left({\frac {1}{a}}\right)^{m},a\neq 0}
- {\displaystyle a^{m+n}=a^{m}\cdot a^{n}}
- {\displaystyle a^{m-n}=a^{m}:a^{n}}

Korjenovanje je potenciranje s  racionalnim eksponentom.
{\displaystyle {\sqrt[{n}]{a}}=a^{1/n}}
- {\displaystyle {\sqrt[{2}]{2}}=1,41421356...}
- {\displaystyle {\sqrt[{3}]{2}}=1,25992105...}
- {\displaystyle {\sqrt[{4}]{2}}=1,18920711...}

Kako se eksponent smanjuje (1/2, 1/3, 1/4 itd) tako se smanjuje i rezultat operacije, prvi niz teži u nulu, dok drugi niz teži u 1. Zato kažemo da je svaki broj na nultu potenciju 1.